# Bandera de Lladurs
La bandera oficial de Lladurs té la següent descripció:
Bandera apaïsada, de proporcions dos d'alt per tres de llarg, vermella, amb el mont groc de l'escut convertit en triangle al vèrtex superior del qual se situa el castell negre tancat de blanc de l'escut acompanyat de dos cards de tres flors grocs, col·locats un a cada costat del castell.
Va ser aprovada el 16 d'abril de 2007 i publicada en el DOGC el 25 de maig del mateix any amb el número 4891.